# Pachylebia
Pachylebia is een geslacht van kevers uit de familie van de loopkevers (Carabidae). De wetenschappelijke naam van het geslacht is voor het eerst geldig gepubliceerd in 1949 door Jeannel.

## Soorten
Het geslacht Pachylebia is monotypisch en omvat slechts de volgende soort:
- Pachylebia pallipes Jeannel, 1949